# Рефарминг
Рефарминг, рефарминг частот — процедура замены используемой радиотехнологии на выделенных оператору связи радиочастотах.

## Россия
В рамках действующего в РФ законодательства о связи, при проведении процедуры выделения радиочастот оператору связи определяется конкретный вид используемых радиоэлектронных средств (РЭС), а значит и радиотехнология, то есть параметры используемых радиосигналов, способ их обработки, стандарты качества передачи информации для получателей услуг связи. В настоящее время процедура рефарминга законодательно не определена.